# Sararanga
Sararanga es un género de plantas con flores con dos especies originarias de  las Filipinas hasta Nueva Guinea, pertenece a la familia  Pandanaceae.

## Especies
- Sararanga philippinensis Merr., Publ. Bur. Sci. Gov. Lab. 29: 5 (1905).
- Sararanga sinuosa Hemsl., J. Linn. Soc., Bot. 30: 216 (1894).